# Mamadou Sarr (Fußballspieler)
Mamadou Sarr (* 29. August 2005 in Martigues) ist ein französisch-senegalesischer Fußballspieler, der aktuell als Leihspieler des FC Chelsea bei Racing Straßburg in der Ligue 1 unter Vertrag steht.

## Karriere

### Verein
Sarr begann seine fußballerische Ausbildung 2011 bei der ES Saint-Laurent-Blangy, nahe der belgischen Grenze, ehe er nur ein Jahr später zum RC Lens in die Akademie wechselte. Im Sommer 2018 wechselte er schließlich in die Jugendakademie von Olympique Lyon, dem mehrfachen französischen Meister. Im Jahr 2022 gewann er mit der U19-Mannschaft die Coupe Gambardella, wo er in vier Einsätzen zwei Tore beisteuern konnte. In der Spielzeit 2022/23 kam er bereits regelmäßig in der fünftklassigen Zweitmannschaft zum Einsatz und spielte dort 18 Mal. Am 30. September 2022 unterzeichnete er zudem seinen ersten Profivertrag seiner Karriere bis Juni 2025. Am vorletzten Spieltag der Saison wurde er bei einem 3:0-Sieg über Stade Reims in der Ligue 1 für Maxence Caqueret eingewechselt und gab somit sein Profidebüt.
Insgesamt bestritt er bis Mitte Januar 2024 zwei Spiele (jeweils Einwechselungen von einigen Minuten) für die erste Mannschaft. Mitte Januar 2024 wurde er ohne Kaufoption bis zum Ende der Saison an den belgischen Erstdivisionär RWD Molenbeek ausgeliehen. Er bestritt 10 von 16 möglichen Ligaspielen für RWDM. Die Saison endete mit dem Abstieg des Vereins in die Division 1B.
Zur neuen Saison 2024/25 kehrte er zunächst nach Lyon zurück. Mitte August 2024 wechselte Sarr zum Ligakonkurrenten Racing Straßburg, bei dem er einen Vertrag bis zum Ende der Saison 2028/29 unterschrieb.
Im Sommer 2025 wechselte er zum FC Chelsea und unterschrieb dort einen Vertrag bis 2033. Noch vor Saisonbeginn wurde er zurück an Racing Straßburg verliehen.

### Nationalmannschaft
Ab August 2021 spielte Sarr für die französische U17-Nationalmannschaft. Beim U17-Europameisterschaftsturnier 2022 spielte Sarr in vier Spielen und gewann mit seinem Land den Titel. Anschließend spielte er für weitere Juniorenauswahlen Frankreichs.

## Erfolge
FC Chelsea
- FIFA-Klub-Weltmeister: 2025

Olympique Lyon U19
- U19-Pokalsieger Frankreichs: 2022

Frankreich U17
- U17-Europameister: 2022

## Familie
Sarr ist der Sohn des früheren Fußballspielers Pape Sarr.